# جيم كولمان
جيم كولمان هو صحفي رياضي كندي، ولد في 30 أكتوبر 1911 في وينيبيغ في كندا، وتوفي في 14 يناير 2001 في فانكوفر في كندا.